# Майерс, Стенли
Стэнли Майерс (6 октября 1930 — 9 ноября 1993) — английский композитор и дирижёр, снявший более шестидесяти фильмов и телесериалов, тесно сотрудничая с режиссёрами Николасом Рогом, Ежи Сколимовски и Фолькером Шлёндорфом. Наиболее известен своей гитарной пьесой «Каватина», написанной для фильма 1970 года «Трость для ходьбы» и позже использованной в качестве темы для «Охотника на оленей». Также был номинирован на премию BAFTA за лучшую музыку к фильму за Wish You Were Here (1987) и является одним из первых сотрудников и наставником Ханса Циммера.

## Биография
Майерс родился в Бирмингеме, Англия. Подростком ходил в школу короля Эдуарда в Эджбастоне, пригороде Бирмингема. Женился на хореографе Элеоноре Фазан.
Майерс написал эпизодическую музыку для телевидения: например, для эпизода «Царство террора» 1964 года в телесериале «Доктор Кто»; тему для церковного ситкома «Всех газов и гетр»; и тему для телепрограммы «Время вопросов» на BBC.
Однажды вечером 1966 года Майерс и джазовый музыкант Барри Фантони собрались в клубе «Чи-Чи», чтобы обсудить музыку к фильму «Калейдоскоп». Им была нужна песня для напряжённого момента в фильме. В тот момент выступала группа-резидент под названием Romeo Z и заставляла дрожать потолок. Слушая их Майерс Фантони поняли, что у них есть группа, которая была им нужна, и они пригласили исполнителей записать песню «Kaleidoscope», которая появилась в фильме и в альбоме саундтреков, который был выпущен на Warner Bros. W 1663 в октябре 1966 г.
Он известен тем, что сочинил музыку к культовым фильмам ужасов «Дом Уипкорда», «Страшилка», «Дом смертного греха» и «Шизо» для режиссёра Пита Уокера.
Веб-сайт Pink Floyd приписывает духовые партии в их песне 1968 года «Капрал Клегг» «Оркестру Стэнли Майерса».
Майерс наиболее известен по «Каватине» (1970), запоминающейся гитарной пьесе в исполнении Джона Уильямса, которая послужила фирменной темой для фильма Майкла Чимино 1978 года «Охотник на оленей», и за которую Майерс получил премию Айвора Новелло. Несколько иная версия этого произведения, не в исполнении Уильямса, появилась в The Walking Stick. И ещё в одну версию были добавлены тексты песен. Клео Лейн и Айрис Уильямс в отдельных записях под названием He Was Beautiful помогли сделать «Cavatina» ещё более популярной.
В 1980-е Майерс часто работал с режиссёром Стивеном Фрирсом. Его музыка к фильму «Навостри уши» (1987) принесла ему награду «За лучший художественный вклад» на Каннском кинофестивале. Он также озвучил фильм «Жаль, что тебя здесь не было» и несколько малобюджетных фильмов («Путешественник во времени», «Свидание вслепую», «Ветер», «Мальчики с нуля») для режиссёра Нико Масторакиса в сотрудничестве с Хансом Циммером.. Он получил ещё одну премию Айвора Новелло за саундтрек к «Ведьмам» в 1991 году.

### Смерть
Майерс умер от рака в возрасте 63 лет в Кенсингтоне и Челси, Лондон.

## Фильмография

### Кино

#### 1960-е
| Год  | Название               | Режиссёр         | Музыка                                |
| ---- | ---------------------- | ---------------- | ------------------------------------- |
| 1966 | Калейдоскоп            | Джек Смайт       |                                       |
| 1967 | Улисс                  | Джозеф Стрик     |                                       |
| 1967 | Разделение             | Джек Бонд        |                                       |
| 1968 | Ночь следующего дня    | Хьюберт Корнфилд |                                       |
| 1968 | С леди так не общаются | Джек Смайт       | В сотрудничестве с Эндрю Беллингом    |
| 1968 | Отли                   | Дик Клемент      |                                       |
| 1969 | Man on Horseback       | Фолькер Шлёндорф | В сотрудничестве с Питером Сандлоффом |
| 1969 | Two Gentlemen Sharing  | Тед Котчефф      |                                       |
| 1969 | Совершеннолетие        | Майкл Пауэлл     | В сотрудничестве с Питером Скалторпом |

#### 1970-е
| Год  | Название                                | Режиссёр          | Музыка                            |
| ---- | --------------------------------------- | ----------------- | --------------------------------- |
| 1970 | Тропик Рака                             | Джозеф Стрик      |                                   |
| 1970 | Девушка с тростью                       | Эрик Тилль        |                                   |
| 1970 | Underground                             | Артур Х. Недэль   |                                   |
| 1970 | Например, такая как ты                  | Джонатан Миллер   |                                   |
| 1970 | Баллада о Там Лине                      | Родди Макдауэл    |                                   |
| 1970 | Отсеченная голова                       | Дик Клемент       |                                   |
| 1971 | Бешеная луна                            | Брайан Форбс      |                                   |
| 1972 | Зи и компания                           | Брайн Дж. Хаттон  |                                   |
| 1972 | Король, дама, валет                     | Ежи Сколемовски   |                                   |
| 1972 | Сидячая цель                            | Дуглас Хиккос     |                                   |
| 1972 | A Free Woman                            | Фолькер Шлёндорф  |                                   |
| 1973 | Запрет на любовь                        | Ральф Томас       |                                   |
| 1973 | Блокгауз                                | Клив Риис         |                                   |
| 1973 | Road Movie                              | Джозеф Стрик      |                                   |
| 1974 | Дом Кнута                               | Пит Уолкер        |                                   |
| 1974 | Страшный испуг                          | Пит Уолкер        |                                   |
| 1974 | Little Malcolm                          | Стюарт Купер      |                                   |
| 1974 | Караван в Ваккарес                      | Джеффри Рив       |                                   |
| 1974 | The Apprenticeship of Duddy Kravitz     | Тед Котчефф       | В сотрудничестве с Эндрю Пауэллом |
| 1975 | Заговор Уилби                           | Ральф Нельсон     |                                   |
| 1975 | Недостойное поведение                   | Майкл Андерсон    |                                   |
| 1976 | Шизо                                    | Пит Уолкер        |                                   |
| 1976 | Дом смертного греха                     | Пит Уолкер        |                                   |
| 1976 | Coup de Grâce                           | Фолькер Шлёндорф  |                                   |
| 1977 | A Portrait of the Artist as a Young Man | Джозеф Стрик      |                                   |
| 1978 | Греческий магнат                        | Дж.Ли Томпсон     |                                   |
| 1978 | Возвращение                             | Пит Уолкер        |                                   |
| 1978 | Класс мисс МакМичел                     | Сильвио Нариззано |                                   |
| 1978 | Охотник на Оленей                       | Майкл Чимино      |                                   |
| 1978 | Отпущение грехов                        | Энтони Пейдж      |                                   |
| 1979 | The Great Riviera Bank Robbery          | Френсис Мегахи    |                                   |
| 1979 | Yesterday's Hero                        | Нил Лейфер        |                                   |
| 1979 | Большая мошеническая проделка           | Ральф Томас       |                                   |

#### 1980-е
| Год  | Название                                        | Режиссёр          | Музыка                                     |
| ---- | ----------------------------------------------- | ----------------- | ------------------------------------------ |
| 1980 | Кровавая граница                                | Кристофер Лейтч   |                                            |
| 1980 | Лесной Наблюдатель                              | Джон Хаф          |                                            |
| 1981 | Любовник леди Чаттерлей                         | Жюст Жэкин        | В сотрудничестве с Ричардом Харви          |
| 1982 | Инкубус                                         | Джон Хафф         |                                            |
| 1982 | Лунный свет                                     | Ежи Сколемовски   |                                            |
| 1983 | Eureka                                          | Nicolas Roeg      |                                            |
| 1983 | The Honorary Consul                             | John Mackenzie    |                                            |
| 1984 | Success Is the Best Revenge                     | Jerzy Skolimowski | В сотруднтчестве с Хансом Циммером         |
| 1984 | Story of O - Chapter 2                          | Éric Rochat       | В сотруднтчестве с Хансом Циммером         |
| 1984 | Blind Date                                      | Nico Mastorakis   |                                            |
| 1984 | The Next One                                    | Nico Mastorakis   |                                            |
| 1984 | The Chain                                       | Jack Gold         |                                            |
| 1985 | The Lightship                                   | Jerzy Skolimowski |                                            |
| 1985 | Insignificance                                  | Nicolas Roeg      | В сотрудничестве с Хансом Циммером         |
| 1985 | My Beautiful Laundrette                         | Stephen Frears    | В сотрудничестве с Хансом Циммером         |
| 1985 | Dreamchild                                      | Gavin Millar      |                                            |
| 1986 | Castaway                                        | Nicolas Roeg      |                                            |
| 1986 | The Zero Boys                                   | Nico Mastorakis   | В сотрудничестве с Хансом Циммером         |
| 1986 | Separate Vacations                              | Michael Anderson  | В сотрудничестве с Хансом Циммером         |
| 1986 | The Wind                                        | Nico Mastorakis   | В сотрудничестве с Хансом Циммером         |
| 1987 | The Second Victory                              | Gerald Thomas     |                                            |
| 1987 | Nightmare at Noon                               | Nico Mastorakis   | В сотрудничестве с Хансом Циммером         |
| 1987 | Wish You Were Here                              | David Leland      | Nominated- BAFTA Award for Best Film Music |
| 1987 | Prick Up Your Ears                              | Stephen Frears    |                                            |
| 1987 | The Nature of the Beast                         | Franco Rosso      | В сотрудничестве с Хансом Циммером         |
| 1987 | Sammy and Rosie Get Laid                        | Stephen Frears    |                                            |
| 1988 | Stars and Bars                                  | Pat O’Connor      |                                            |
| 1988 | Track 29                                        | Nicolas Roeg      |                                            |
| 1988 | Taffin                                          | Francis Megahy    | Composed with Hans Zimmer                  |
| 1988 | Paperhouse                                      | Bernard Rose      | Composed with Hans Zimmer                  |
| 1988 | The Boost                                       | Harold Becker     |                                            |
| 1989 | Torrents of Spring                              | Jerzy Skolimowski |                                            |
| 1989 | Scenes from the Class Struggle in Beverly Hills | Paul Bartel       |                                            |

#### 1990-е
| Год  | Название                         | Режиссёр         | Композитор                                  |
| ---- | -------------------------------- | ---------------- | ------------------------------------------- |
| 1990 | Лестница из мечей                | Норман Хилл      |                                             |
| 1990 | The Witches                      | Николас Роуг     | Номинация- Премия «Сатурн» за лучшую музыку |
| 1990 | Розенкранц и Гильденстерн мертвы | Том Стоппард     |                                             |
| 1991 | Voyager                          | Фолькер Шлёндорф |                                             |
| 1991 | Холодные Небеса                  | Николас Роуг     |                                             |
| 1992 | Прекрасная Беатрис '             | Синди Лу Джонсон |                                             |
| 1992 | Сарафина!                        | Дарелл Рудт      | Итоговый саундрек фильма                    |

### Телевидение
| Год     | Название                            | Музыка |
| ------- | ----------------------------------- | --- |
| 1961    | ITV Телетеатр                       | Эпизод : «A Resounding Tinkle „                                                                                               |
| 1964    | Доктор Кто                          | 6 эпизодов “The Reign of Terror» serial                                                                                       |
| 1964    | Diary of a Young Man                | 6 эпизодов |
| 1965-66 | The Wednesday Play                  | 6 эпизодов |
| 1967    | Four Tall Tinkles                   | 4 эпизода |
| 1967    | A Series of Bird's                  | 6 эпизодов |
| 1969    | World in Ferment                    | 6 эпизодов |
| 1970    | Charley's Grants                    | 6 эпизодов |
| 1967-71 | All Gas and Gaiters                 | 31 эпизод |
| 1973    | Divorce His, Divorce Hers           | Телевизионный фильм |
| 1973-84 | Play for Today                      | 4 эпизода |
| 1974    | Shoulder to Shoulder                | Мини-сериал |
| 1975    | Легенда о Робине Гуде               | Мини-сериал |
| 1978    | Лето с моим немецким солдатом       | Телевизионный фильм |
| 1980    | The Martian Chronicles              | Мини-сериал |
| 1982    | Nancy Astor                         | Мини-сериал |
| 1982-83 | Take Hart                           | 35 эпизодов |
| 1983    | A Pattern of Roses                  | Телевизионый фильм |
| 1983-85 | Widows                              | 7 эпизодов |
| 1984    | Diana                               | 10 эпизодов |
| 1984    | Сумасшедшие приключения Робина Гуда | Телевизионный фильм |
| 1985    | Мой брат Джонатан                   | 5 эпизодов |
| 1985    | Чёрная стрела                       | Телевизионный фильм |
| 1985    | Флоренс Найтингейл                  | Телевизионный фильм |
| 1985    | Мистер и миссис Эджехилл            | Телевизионный фильм |
| 1986    | Strong Medicine                     | Телевизионный фильм |
| 1986    | Monte Carlo                         | Мини-сериал |
| 1986    | Поющий детектив                     | Мини-сериал |
| 1986    | Nature                              | Эпизод : «Pantanal: Prairie of Great Waters»                                                                                  |
| 1986-93 | Screen Two                          | 6 эпизодов |
| 1987    | Scoop                               | Телевизионный фильм |
| 1987    | Pack of Lies                        | Телевизионный фильм |
| 1987    | Strong Medicine                     | Телевизионный фильм |
| 1987    | Harry’s Kingdom                     | Телевизионный фильм |
| 1987    | A Wreath of Roses                   | Телевизионный фильм |
| 1988    | Stones for Ibarra                   | Телевизионный фильм |
| 1988    | Baja Oklahoma                       | Телевизионный фильм |
| 1988    | Tidy Endings                        | Телевизионный фильм |
| 1988    | Christabel                          | Мини-сериал |
| 1989    | The Play on One                     | Эпизод : «Heartland» |
| 1989    | Danny, the Champion of the World    | Tелевизионый фильм |
| 1989    | Screenplay                          | Эпизод: «A Small Mourning» |
| 1989    | Age-Old Friends                     | Tелевизионный фильм |
| 1990    | Never Come Back                     | 3 эпизода |
| 1991    | A Murder of Quality                 | Телевизионный фильм |
| 1992    | My Friend Walter                    | Телевизионный фильм |
| 1992    | Mrs. 'Arris Goes to Paris           | Телевизионный фильм |
| 1993    | Head over Heels                     | 7 эпизодов |
| 1993    | Stalag Luft                         | Телевизионный фильм |
| 1993    | Сердце тьмы                         | Телевизионный фильм |
| 1994    | Ветер перемен                       | Мини-сериал В сотрудничестве с Кристофером Ганнингом BAFTA TV Награда за Лучшую оригинальную музыку в Драматической программе |